# 蕾格拉·托雷斯
蕾格拉·托雷斯（西班牙語：Regla Torres，1975年2月12日—），古巴前女子排球运动员。她曾代表古巴国家队参加1992年、1996年和2000年夏季奥林匹克运动会排球比赛，三次比赛均收获金牌。